# 阿布薩拉卡 (北達科他州)
阿布薩拉卡（英語：Absaraka）是位於美國北達科他州卡斯縣的非建制地區。

## 歷史
阿布薩拉卡的郵局自1890年營運至今。

## 地理
阿布薩拉卡所處的海拔為高於海平面326米（即1070英呎），而該地所採用的時區為UTC-6，即北美中部时区（CST）。同時該地設有夏令時間，為UTC-6調快一小時，即UTC-5（CDT）。